# Epidendrum pichinchae
Epidendrum pichinchae är en orkidéart som beskrevs av Rudolf Schlechter. Epidendrum pichinchae ingår i släktet Epidendrum och familjen orkidéer.
Artens utbredningsområde är Ecuador. Inga underarter finns listade i Catalogue of Life.